# Pyšely
Pyšely (en allemand : Pischel) est une ville du district de Benešov, dans la région de Bohême-Centrale, en République tchèque. Sa population s'élevait à 2 230 habitants en 2024.

## Géographie
Pyšely se trouve à 8 km au nord-est de Týnec nad Sázavou, à 11 km au nord de Benešov et à 28 km au sud-est de Prague.
La commune est limitée par Kunice au nord, par Mirošovice, Senohraby, Pětihosty et Čtyřkoly à l'est, par Čerčany et Nespeky au sud, et par Řehenice et Velké Popovice à l'ouest.

## Histoire
La première mention écrite de la localité date de 1295.

## Administration
La commune se compose de cinq sections :
- Pyšely
- Borová Lhota
- Kovářovice
- Nová Ves
- Zaječice